# Російські гроші в Лондоні
Російські гроші були поширені в Лондоні з моменту розпаду Радянського Союзу в 1991 році [ після чого багаторосійських олігархів прагнули інвестувати свої статки в інші країни. Політика британського уряду заохочувала приплив іноземного капіталу до Сполученого Королівства, наприклад, через візові маршрути іноземних інвесторів, введені під час прем'єрства Джона Мейджора в 1994 році, п'ята частина одержувачів яких з 2008 року є громадянами Росії.  Додаткові кошти надходять на британські заморські території, які зазвичай використовуються як податкові гавані, такі як Кайманові острови та Британські Віргінські острови.  Поняття зазвичай асоціюється з термінами «Лондонград» і «Москва-на-Темзі».
Понад 27 млрд фунтів стерлінгів інвестують громадяни Росії у Сполучене Королівство.  Серед інвестицій — футбольні клуби Прем'єр-ліги, шотландські заміські маєтки та Вечірній стандарт. Мистецький заклад Тейт підтримали Віктор Вексельберг та Петер Авен. Олександр Мамут інвестував 100 млн фунтів стерлінгів у мережу книжкових магазинів Waterstones після придбання її в 2011 році за 53 мільйони фунтів стерлінгів. За словами його керуючого директора Джеймса Даунта, втручання врятувало Waterstones, якому вдалося отримати свій перший річний прибуток з 2008 року в 2016 році.  Пізніше він зауважив, що продовження російської власності було б «катастрофічним» для мережі у 2022 році.
За данимиTransparency International, щонайменше 1,5 млрд фунтів стерлінгів інвестують у власність Великобританії росіяни, «звинувачені у фінансових злочинах або з зв'язками з Кремлем».  У 2018 році після отруєння Сергія та Юлії Скрипалів комітет закордонних справ опублікував доповідь під назвою «Золото Москви: російська корупція у Великій Британії».  У 2020 році Комітет з розвідки і безпеки заявив, що вплив російського бізнесу настільки глибоко закладено в британській фінансовій системі, що його «не можна розплутати».
Після російського вторгнення в Україну у 2022 році з'явилося політичне бажання вжити заходів проти олігархів, що базуються у Великій Британії. Очікується, що незрозумілі замовлення на багатство будуть краще виконуватися, а шляхи іноземних інвесторів. Законопроект про економічні злочини також був відроджений, і він включає реєстр для підвищення прозорості кінцевого володіння землею, який в даний час прихований за рахунок використання підставних компаній.  Агентство Reuters повідомило, що деякі громадяни Росії вносять зміни у власність і консультують юристів, щоб захистити свої активи.

## Російські олігархи
Російські олігархи (рос. олигархи, романізовані:олігархі) —бізнес-олігархи колишніх радянських республік, які швидко накопичили багатства в 1990-х роках шляхом російської приватизації, що послідувала за розпадом Радянського Союзу. Неспроможна радянська держава залишила право власності надержавні активи спірним, що дозволяло здійснювати неформальні угоди з колишніми чиновниками СРСР(переважно в Росії) як засіб придбання державної власності. Історик Едвард Л. Кінан порівнював цих олігархів із системою могутніх бояр, що виникла в пізньо середньовічній Московії.
Перші сучасні російські олігархи виникли як підприємці підприємницької сфери за Михайла Горбачова (генеральний секретар1985–1991) у період лібералізації ринку. Термін «олігарх» походить від давньогрецького oligarkhia, що означає «правління небагатьох».
З 2017 року кілька російських олігархів та їхніх компаній постраждали відсанкцій США під столом Закону про протидію противникам Америки за допомогою санкцій (CAATSA) за підтримку «зловмисної діяльності російського уряду по всьому світу». У 2022 році багато російських олігархів стали мішенню та санкціями з боку країн світу як докір війні Росії проти України.

## Епоха путіна
Під час першої президентської каденції путіна низка олігархів потрапила під обстріл за різні незаконні дії, зокрема ухилення від сплати податків у придбаному ними бізнесі. Однак широко спекулюють і вважають, що звинувачення також були політично вмотивованими щодо цих магнатів, які потрапили в немилість до Кремля. [Володимир Гусинськийз MediaMost і Борис Березовський уникли судових розглядів, виїхавши з Росії, а найвідоміший, Михайло Ходорковський з нафти ЮКОСа, був заарештований у жовтні 2003 року і засуджений до 9 років. Згодом це було продовжено до 14 років, і після того, як путін помилував його, він був звільнений 20 грудня 2013 року.
Економічне дослідження виокремило 21 олігархічну групу станом на 2003 рік.  У період з 2000 по 2004 рік путін, очевидно, вів боротьбу за владу з деякими олігархами, досягнувши з ними «великої угоди». Ця угода дозволила олігархам зберегти свої повноваження в обмін на їх явну підтримку уряду путіна і узгодження з ним. Інші аналітики стверджують, що олігархічна структура залишилася недоторканою при путіні, і путін присвятив більшу частину свого часу посередництву у владних суперечках між конкуруючими олігархами.  Деякі з них були ув'язнені, наприклад, Міхаель Мірілашвілі.
Ще багато хто став олігархами під час перебування путіна при владі, а часто і через особисті стосунки з путіним, наприклад, директор інституту, де путін отримав науковий ступінь у 1996 році, Володимир Литвиненко, а також друг дитинства путіна та вчитель дзюдо Аркадій Ротенберг.  Даніель Трейсман запропонував використовувати термін «силовик» (силовикта олігарх) для нових російських олігархів, які мають досвід роботи в російських військових та розвідувальних органах.
Серед відомих олігархів епохи путіна –Роман Абрамович, Олександр Абрамов, Олег Дерипаска, Михайло Прохоров, Алішер Усманов, Герман Хан, Віктор Вексельберг, Леонід Міхельсон, Вагіт Алекперов, Михайло Фрідман, Дмитро Риболовлев, Володимир Потанін, Петро Авен та Віталій Малкін.
У 2004 році Forbes перерахував 36 мільярдерів російського громадянства, з приміткою: «У цей список входять бізнесмени російського громадянства, які придбали основну частку свого багатства приватно, при цьому не займаючи державної посади». У 2005 році кількість мільярдерів скоротилася до 30, в основному через справу ЮКОСа, при цьому Ходорковський опустився з No 1 (15,2 млрд доларів США) до 21-го місця (2,0 млрд доларів США).
Звіт Credit Suisse за 2013 рік показав, що 35 % багатства Росії належало найбагатшим 110 особам.
Мільярдер, меценат і колишній агент КДБОлександр Лебедєв розкритикував олігархів, заявивши: «Я думаю, що матеріальні блага для них — річ високоемоційна і духовна. Вони витрачають багато грошей на власне особисте споживання». Лебедєв також охарактеризував їх як «купу некультурних невігласів», сказавши: «Вони не читають книг. У них немає часу. Вони не ходять на [художні] виставки. Вони думають, що єдиний спосіб справити враження на когось — це купити яхту». Він також зазначає, що олігархи не зацікавлені в соціальній несправедливості.
30 січня 2018 року Казначейство США опублікувало «список олігархів» за версією Pub.L. 115–44.

## Олігархи в Лондоні
Значна кількість російських олігархів купила будинки в елітних районах Лондона у Сполученому Королівстві, які отримали назву «Москва на Темзі» або «Лондонград».  Деякі, такі як Євген Швідлер, Олександр Кнастер, Костянтин Кагаловський, Давид Вільковське і Абрам Резніков, є емігрантами, зайнявши постійне місце проживання в Лондоні. Більшість володіють будинками в обох країнах, а також власністю і придбали контрольні пакети акцій великих європейських компаній. Вони регулярно їздять між Лондоном і росією; у багатьох випадках їхні сім'ї проживають у Лондоні, а їхні діти відвідують там школу. У 2007 році Абрам Резніков купив одну з іспанських мега-переробних компаній Alamak Espana Trade SL, а Роман Абрамович купив англійський футбольний клуб «Челсі». в 2003 році витративши рекордні суми на зарплати гравців.
Мільярдер московський олігарх Михайло Фрідман, друга найбагатша людина росії на той час, відновлював Будинок Атлонев Лондоні як основну резиденцію в 2016 році, вартістю приблизно 130 мільйонів фунтів стерлінгів при відновленні.